# Kim Joo-ryoung
Đây là một tên người Triều Tiên, họ là Kim.
Kim Joo-ryoung (tiếng Hàn: 김주령; sinh ngày 10 tháng 9 năm 1976) là một nữ diễn viên người Hàn Quốc. Cô được biết đến với vai Han Mi-nyeo (còn được gọi là Người chơi số 212) trong phim  Squid Game của Netflix.

## Phim đã tham gia

### Điện ảnh
| Năm  | Tựa đề                                  | Vai diễn                                  | Ghi chú    | Ref.   |
| ---- | --------------------------------------- | ----------------------------------------- | ---------- | ------ |
| 2000 | Plum Blossom                            | Werther                                   |            | [ 3 ]  |
| 2001 | Sorum                                   | Yong Hyun's mother                        |            | [ 3 ]  |
| 2003 | Memories of Murder                      | Nurse                                     |            | [ 4 ]  |
| 2005 | You Are My Sunshine                     | Broadcast journalist                      |            | [ 5 ]  |
| 2005 | Mr. Housewife                           | Writer Kim                                |            | [ 3 ]  |
| 2006 | One Shining Day                         |                                           |            | [ 6 ]  |
| 2006 | Four Horror Tales: Roommate             | Teacher No.2                              |            | [ 5 ]  |
| 2006 | No Mercy for the Rude                   | Hunchback Woman                           |            | [ 4 ]  |
| 2007 | Paradise Murdered                       | Ghost                                     |            | [ 4 ]  |
| 2007 | Texture of Skin                         | Jae Hee                                   |            | [ 7 ]  |
| 2008 | My Dear Enemy                           | So Yeon's mother                          |            | [ 8 ]  |
| 2009 | Handphone                               | Eum Sung                                  |            | [ 8 ]  |
| 2009 | I'm in Trouble                          | Soon Ae                                   |            | [ 9 ]  |
| 2011 | Re-encounter                            | Hwa Young                                 |            | [ 8 ]  |
| 2011 | Silenced                                | Yoon Ja-ae                                |            | [ 8 ]  |
| 2013 | Sleepless Night                         | Joo Hee                                   |            | [ 10 ] |
| 2017 | Bluebeard                               | Mi Sook                                   |            | [ 11 ] |
| 2017 | The Mayor                               | Spokesperson for Byun Jong-goo's campaign |            | [ 5 ]  |
| 2018 | Land of Happiness                       | Jin Sun                                   |            | [ 12 ] |
| 2018 | Feng Shui                               | Mother                                    |            | [ 13 ] |
| 2019 | Spring, Again                           | Reporter Kim                              |            | [ 13 ] |
| 2019 | By Quantum Physics: A Nightlife Venture | Investor                                  | Cameo      | [ 5 ]  |
| 2019 | The Snob                                | Kim Bo-ryeong                             |            | [ 12 ] |
| 2020 | Collectors                              | Real estate agent                         | Cameo      | [ 14 ] |
| 2021 | Recalled                                | Doctor                                    | Cameo      | [ 12 ] |
| TBA  | Taste of Horror – Rehabilitation        |                                           | Short Film | [ 15 ] |

### Phim truyền hình
| Năm  | Tựa đề                                  | Kênh      | Vai diễn                      | Ghi chú               | Ref.   |
| ---- | --------------------------------------- | --------- | ----------------------------- | --------------------- | ------ |
| 2017 | Andante                                 | KBS1      | Young Sook                    |                       | [ 13 ] |
| 2018 | Queen of Mystery 2                      | KBS2      | Won-jae's mother              | Cameo                 | [ 13 ] |
| 2018 | Mr. Sunshine                            | tvN       | Imperial Consort Sunheon      | Cameo                 | [ 13 ] |
| 2018 | The Ghost Detective                     | KBS2      | Gil Chae-won's mother         |                       | [ 16 ] |
| 2018 | Sky Castle                              | JTBC      | No Seung-hye's older sister   | Cameo                 | [ 17 ] |
| 2019 | Babel                                   | TV Chosun | Kim Myung-shin                | Cameo                 | [ 18 ] |
| 2019 | Welcome to Waikiki 2                    | JTBC      | Han Soo-yeon's speech teacher | Cameo (Episode 9)     | [ 13 ] |
| 2019 | Voice                                   | OCN       | Kwon Se-young's mother        | Cameo (Episode 1–2)   | [ 13 ] |
| 2019 | Doctor John                             | SBS       | Park Hyun-sook                | Cameo (Episode 15–23) | [ 13 ] |
| 2019 | Drama Stage – Woman with a Bleeding Ear | tvN       | Im Sung-hee                   | One-act drama         | [ 19 ] |
| 2020 | When My Love Blooms                     | tvN       | Sung Hwa-jin                  |                       | [ 20 ] |
| 2020 | Kingmaker: The Change of Destiny        | TV Chosun | Joo Mo                        |                       | [ 21 ] |
| 2021 | Artificial City                         | JTBC      | Go Seon-mi                    |                       | [ 22 ] |

### Phim chiếu mạng
| Năm  | Tựa đề                 | Nền tảng | Vai diễn                     | Ghi chú           | Ref.   |
| ---- | ---------------------- | -------- | ---------------------------- | ----------------- | ------ |
| 2020 | The School Nurse Files | Netflix  | Doctor                       | Cameo (Episode 6) | [ 6 ]  |
| 2021 | Squid Game             | Netflix  | Han Mi-nyeo (Player No. 212) |                   | [ 23 ] |
| TBA  | Casino                 | Disney+  |                              |                   | [ 24 ] |

## Giải thưởng và đề cử
| Giải thưởng           | Năm  | Hạng mục                   | Tác phẩm       | Kết quả      | Chú thích. |
| --------------------- | ---- | -------------------------- | -------------- | ------------ | ---------- |
| Asia Artist Awards    | 2021 | Best Actor Award           | Kim Joo-ryoung | Đoạt giải    | [ 25 ]     |
| Director's Cut Awards | 2022 | Best New Actress in series | Squid Game     | Chưa công bố | [ 26 ]     |